# Stoa du roi
Pour les articles homonymes, voir Stoa (homonymie).
Sauf précision contraire, les dates de cet article sont sous-entendues « avant l'ère commune » (AEC), c'est-à-dire « avant Jésus-Christ ».

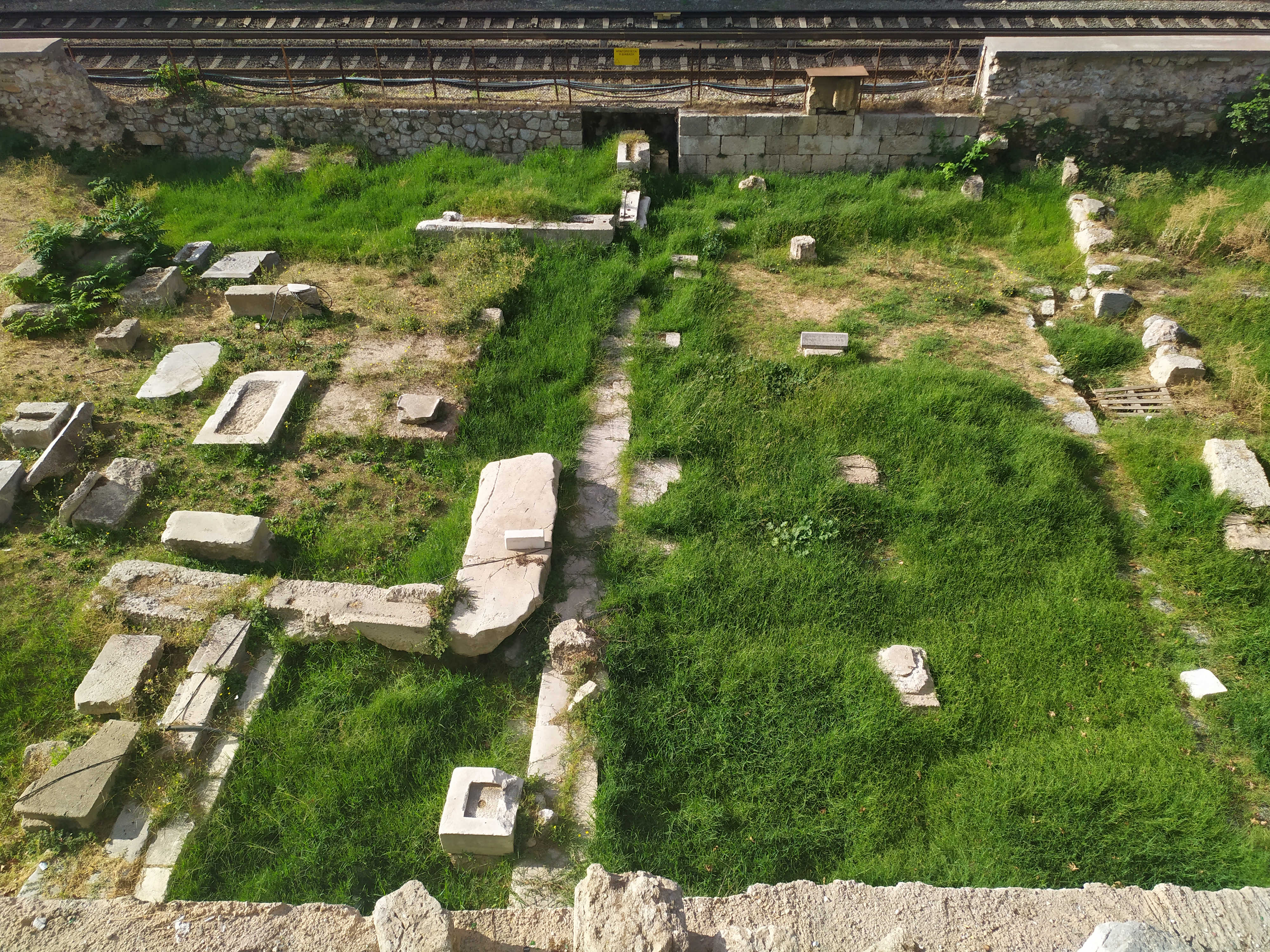
Stoa du roi

La stoa du roi se situe près de l'agora d'Athènes. Elle était le siège de l'archonte-roi, d'où son nom. Elle était également le siège du conseil de l'Aréopage chargé des affaires religieuses et criminelles.
C'est une stoa construite au VIe siècle av. J.-C. et modifiée au Ve siècle av. J.-C., elle était d'ordre dorique et ses dimensions étaient de 18 par 7,5 mètres. Sa façade porte une frise dorique unie. Son extérieur dorique comprend 8 colonnes, tandis que son espace intérieur comprend quatre colonnes. Les modifications du Ve siècle av. J.-C. ajoutent deux petits porches à la structure archaïque.